# Villa Hermés
Villa Hermés ou Hermesvilla é uma villa imperial situada em Viena, construída a mando do imperador Francisco José I, com o intúito de a oferecer à sua esposa Isabel da Baviera, celebrizada como Sissi.
A construção da villa remonta ao ano de 1886. Foi o arquitecto de renome Karl von Hasenauer quem levou a cabo o projecto de uma mansão digna de uma imperatriz, bem ao estilo francês. Sim pois, este estilo, se comparado ao da maioria dos palácios de Viena, notar-se-ão muitas diferenças, até porque a cidade de Viena - e até mesmo toda a Áustria-Hungria - floresceu com um estilo muito próprio, evidentemente com o estilo francês, sempre em voga, como base, um estilo em que predomina o barroco, mas mais simples, o que torna a arquitectura vienense uma referência na arquitectura do barroco e do neoclássico.
As extravagantes decorações e pinturas foram compradas e/ou executadas por Hans Makart. As restantes, incluindo mobílias, porcelanas, relógios, etc, todas elas de grande valor, junto com as primeiras formam o actual espólio daquela que se tornou uma casa-museu em memória à imperatriz Sissi da Áustria-Hungria.
Os seus jardins também são muito afamados na cidade e é local de referência para os tempos livres dos vienenses.

## Galeria

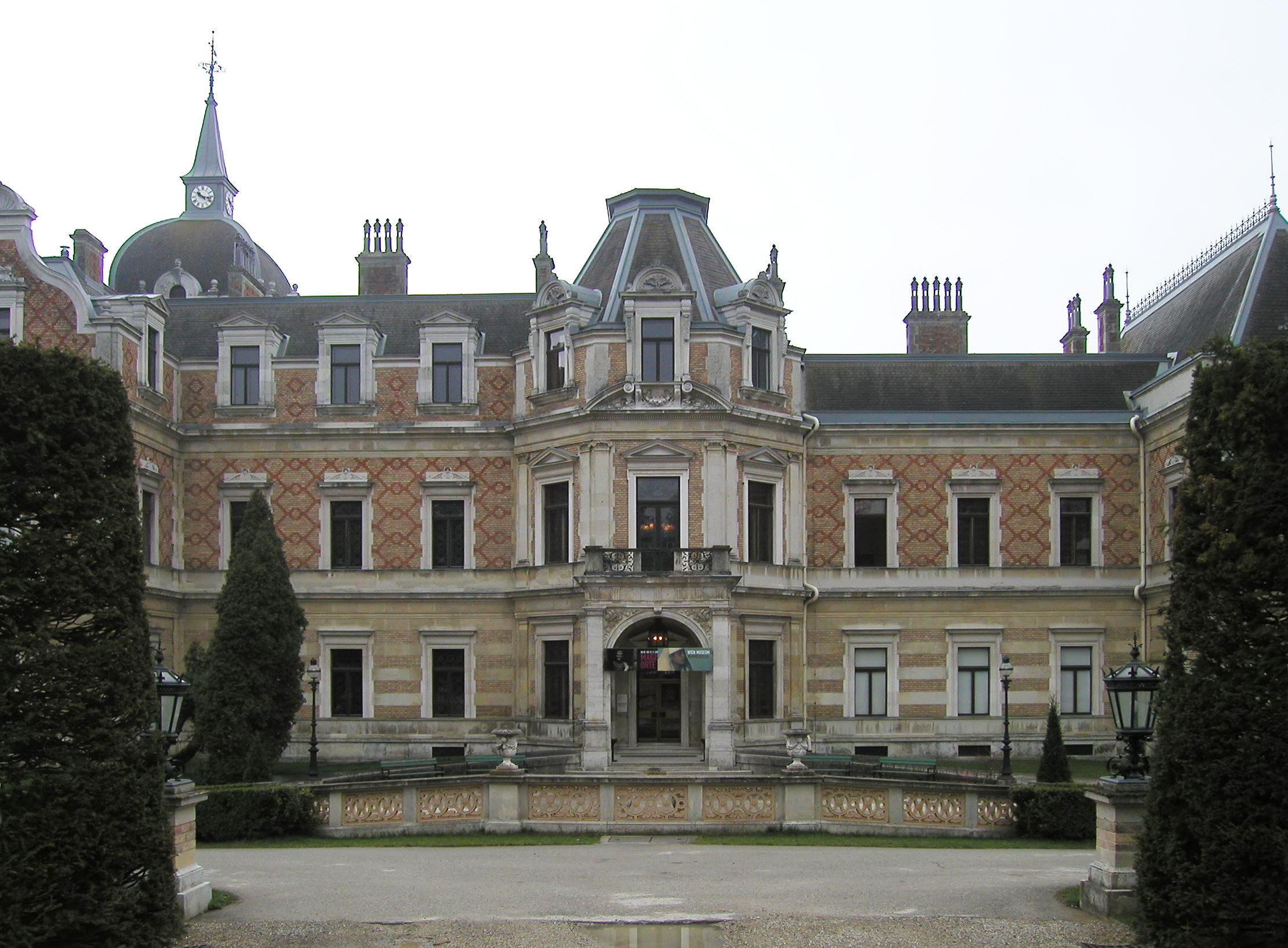
Fachada frontal de Hermesvilla
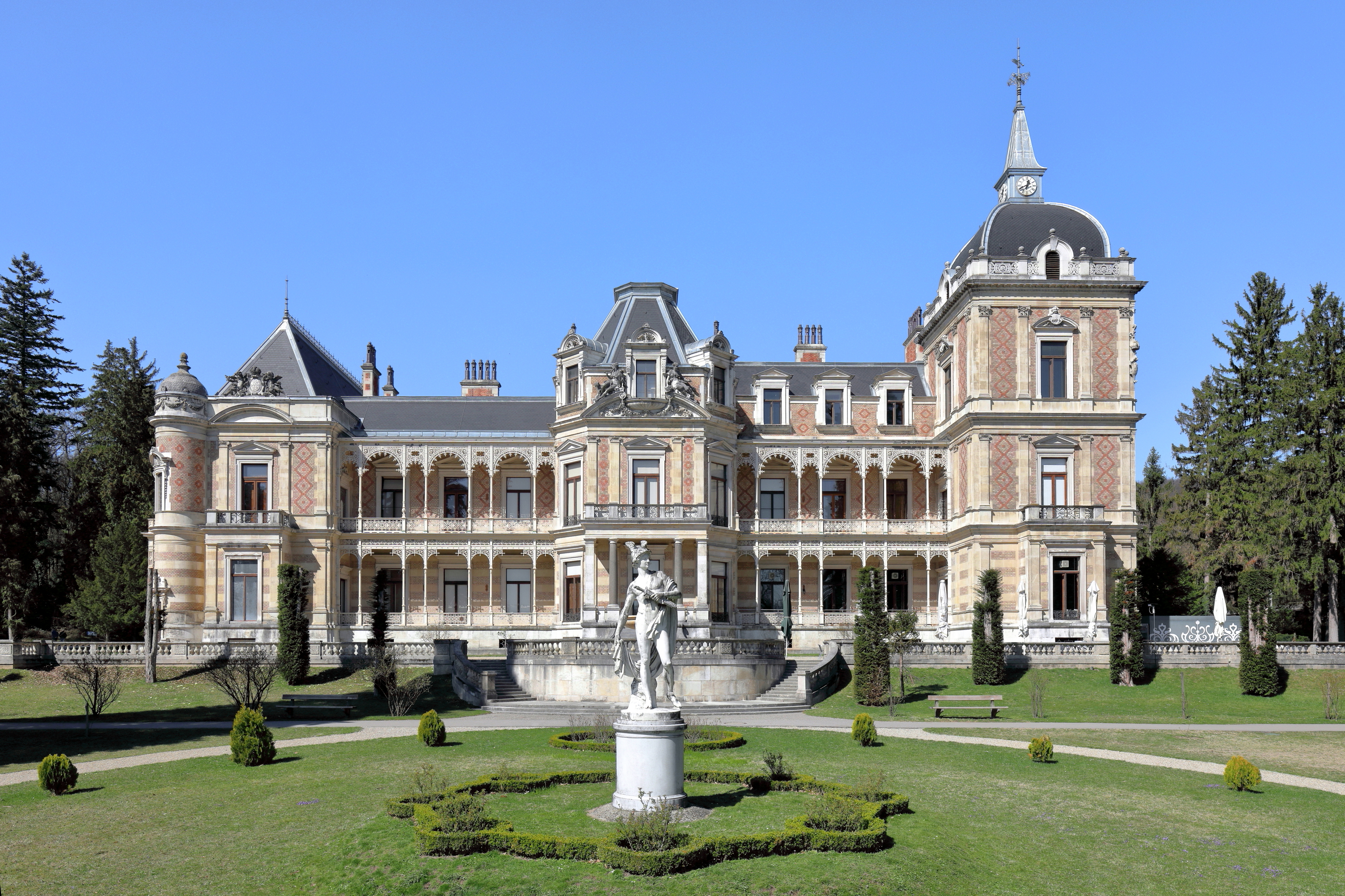
Fachada interior de Hermesvilla
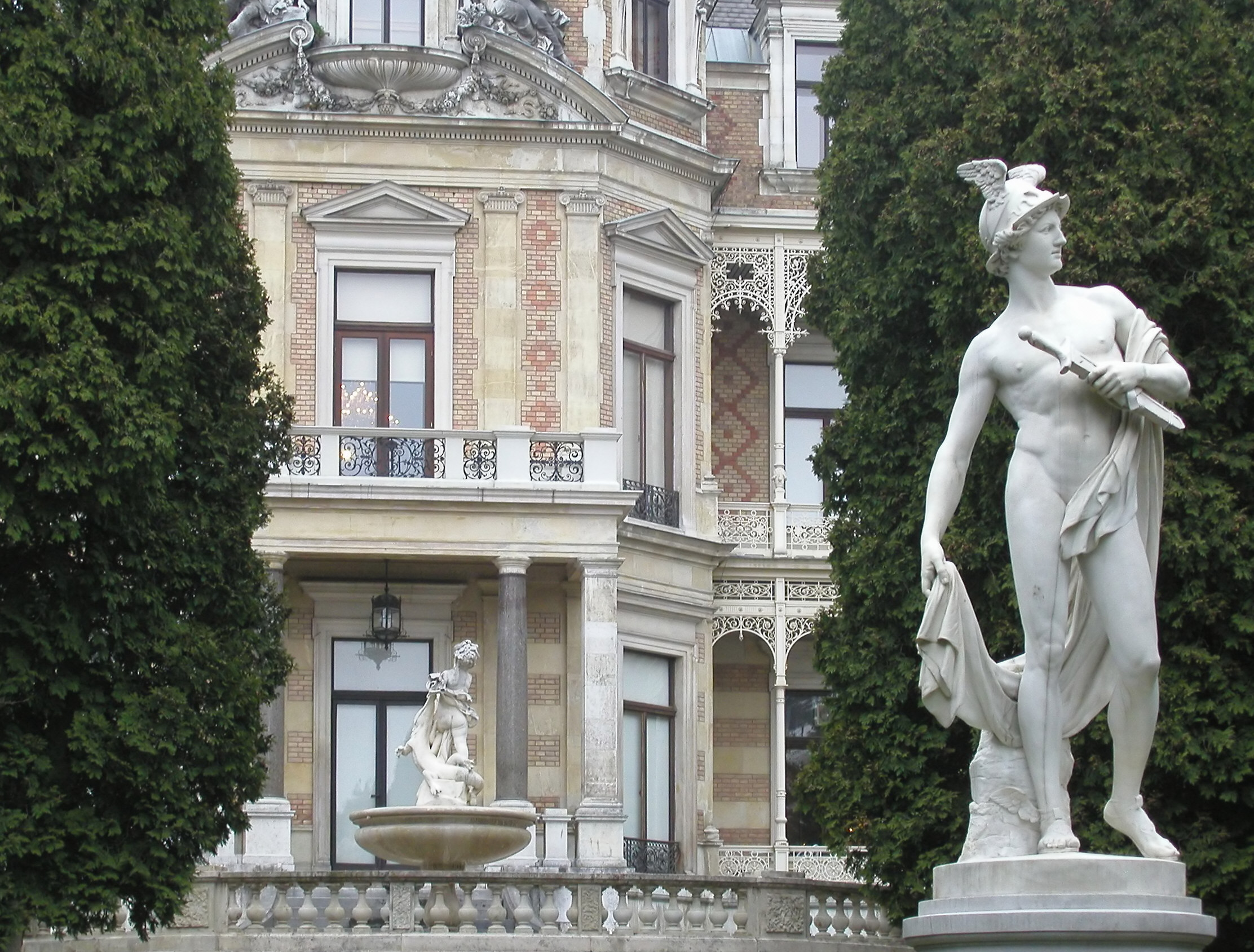
Jardins de Hermesvilla